# 1825 en mathématiques
Cette page présente les faits marquants de l'année 1825 en mathématiques.

## Évènements
- 5 avril : le mathématicien français Augustin Louis Cauchy présente à la Société de Göttingen un Mémoire sur la théorie des résidus biquadratiques (publié à Göttingen en 1828)[1].
- 11 juillet : le mathématicien prussien Lejeune Dirichlet lit à l'Académie royale des sciences de Paris un Mémoire sur l'impossibilité de quelques équations indéterminées du cinquième degré qui traite de la démonstration du grand théorème de Fermat pour n égal à cinq. Sa démonstration partielle est complétée par Legendre dans son Second supplément à l'essai sur la théorie des nombres présenté à l'Académie le 10 octobre[2].

## Naissances
- 11 janvier : William Spottiswoode (mort en 1883), mathématicien et physicien britannique.
- 29 mars : Francesco Faà di Bruno (mort en 1888), prêtre catholique, officier et mathématicien italien.
- 1er mai : Johann Jakob Balmer (mort en 1898), physicien et mathématicien suisse.
- 31 juillet : August Beer (mort en 1863), mathématicien, chimiste et physicien allemand.

## Décès

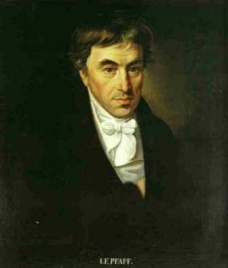
Johann Friedrich Pfaff

- 21 avril : Johann Friedrich Pfaff (né en 1765), mathématicien allemand.
- 22 juin : Johann Karl Burckhardt (né en 1773), astronome et mathématicien français d'origine allemande.
- 24 juillet : Nicolas Maurice Chompré (né en 1750), administrateur, diplomate, mathématicien et physicien français.
- 9 septembre : Rudolf Eickemeyer (né en 1753), général de la Révolution, mathématicien et ingénieur allemand.
- 28 octobre : Mathias Metternich (né en 1747), mathématicien, physicien, publicitaire et homme politique  allemand.
- 7 décembre : Jean-Baptiste Labey (né en 1752), mathématicien français.